# Campionato italiano di Formula 3 1997
Il Campionato italiano di Formula 3 1997 fu il trentatreesimo della serie. Fu vinto da Oliver Martini della scuderia RC Motorsport su Dallara F389-Opel.